# Малік Мігара
Малік Мігара Поннамперумаг Дон або просто Малік Мігара (нар. 25 жовтня 1989) — ланкіський футболіст, нападник клубу «Шрі-Ланка Неві».

## Клубна кар'єра
Першим футбольним клубом Маліка Мігари в 2009 році став місцевий клуб «Ратнам». Він, граючи в Прем'єр-Лізі Шрі-Ланки, провів в цьому клубі два сезони. Після цього в 2010 році перейшов в інший клуб зі Шрі-Ланки «Неві», де продовжує свої виступи.

## Кар'єра в збірній
Малик Мігара з 2010 року викликається до складу збірної Шрі-Ланки. В її складі він брав участь у відбірковому турнірі Кубка виклику АФК 2014 року.
Загалом Малік Мігара за 6 матчів у складі збірної відзначився 2 голами, обидва припали на збірну Монголії.

### Голи за збірну
| #  | Дата           | Місце                          | Суперник | Голи | Результат | Змагання                   |
| -- | -------------- | ------------------------------ | -------- | ---- | --------- | -------------------------- |
| 1. | 6 березня 2013 | Національний стадіон, В'єнтьян | Монголія | 2    | 3–0       | кв. Кубку виклику АФК 2014 |